# Plaine de Sibérie orientale
La plaine de Sibérie orientale ( Russe : Восточно-Сибирская низменность  ), également connue sous le nom de plaine de Yana-Kolyma, est une vaste plaine du nord-est de la Sibérie, en Russie. Le territoire de la plaine est l'une des Grandes Régions de Russie. Administrativement, il fait partie de la République de Sakha (Yakoutie).
En raison de la rigueur du climat, la plaine de la Sibérie orientale est en grande partie inhabitée. Les centres habités sont petits et largement dispersés. Chokurdakh, Olenegorsk, Nizhneyansk, Russkoye Ustye, Zyryanka, Srednekolymsk, Argakhtakh et Andryushkino sont parmi les rares villes de la région.

## Géographie
La plaine de Sibérie orientale est une vaste région située à l'extrême nord-est de la Sibérie. Elle est à peu près de forme triangulaire et mesure environ 1 300 kilomètres d'est en ouest et 1 100 kilomètres du nord au sud, s'élevant progressivement et se rétrécissant vers le sud, plus profondément dans le continent. À l'exception d'une petite section à l'extrémité sud, la région des basses terres se trouve presque entièrement au nord du cercle polaire. La plaine comprend les basses terres Yana-Indigirka, Kolyma et Aby, vastes plaines alluviales, marécageuses et parsemées de milliers de lacs. Ces portions de plaine plus petites sont limitées par des crêtes résiduelles qui rompent le relief généralement plat, notamment le Kyundyulyun, la chaîne de Polousny, l'Ulakhan-Sis, le plateau de Kondakov et le Suor Uyata, ainsi que par des collines isolées s'élevant de la toundra, comme le Kisilyakh-Tas par l'Alazeïa,. La plupart des kigilyakhs de Yakoutie se trouvent dans ces zones élevées de la plaine de Sibérie orientale.
Au nord, la plaine de Sibérie orientale est bordée par les mers marginales peu profondes de l'océan Arctique, la mer de Laptev et la mer de Sibérie orientale. Elles comprennent les Îles de Nouvelle-Sibérie et les plus petites îles Medveji, qui forment un continuum avec la région de la plaine continentales de Sibérie orientale. À l'ouest, au sud et au sud-ouest, la plaine est limitée par les montagnes de Sibérie orientale, comprenant les monts de Verkhoïansk, les monts Tcherski et leurs contreforts, ainsi que par le plateau d'Alazeïa, et à l'est par l'extrémité ouest des chaînes du Anadyr et les hautes terres de Yukaghir .
Les plaines sont traversées par des rivières aux méandres lents qui coulent principalement vers le nord. Les principales sont les rivières Iana, Indiguirka et Kolyma et leurs affluents, ainsi que les plus petites rivières Omoloï, Alazeïa, Sundrun et Khroma . À l'exception des très grandes, la plupart des rivières de la plaine gèlent jusqu'au fond en hiver.
Le pergélisol  est répandu dans les plaines de la Sibérie orientale, et les formations liées au pergélisol telles que les alass thermokarstiques et les baïdjarakhs sont courantes dans toute la région.
|  |  |

## Géologie
Géologiquement, la plaine est principalement composée de sédiments d'origine marine. Ceux-ci remontent à l'époque où la zone était occupée par la mer de Verkhoïansk, une mer ancienne qui occupait la majeure partie du bassin de l'actuelle rivière Iana et le cours supérieur de l'Indiguirka à l'époque permienne. La mer de Verkhoïansk était située à l'extrémité orientale du craton sibérien. Au fil des siècles, la majeure partie de la région s'est progressivement remplie les dépôts alluvionnaires des rivières modernes.

## Climat, flore et faune
Le climat prévalent dans la plaine est subarctique et rigoureux, caractérisé par des hivers longs et très froids. La température moyenne en janvier est de −32 °C au bord de la mer et −36 °C à l'intérieur des terres. En juillet la température moyenne atteint 0 °C au bord de la mer, mais reste à −12 °C dans la zone intérieure. La plupart des basses terres sont couvertes de toundra. Ce n'est qu'à l'extrémité sud du bassin supérieur de la rivière Kolyma qu'il existe une région où la taïga de mélèzes peut pousser,.
Il y a des troupeaux de rennes sauvages aux abords de la rivière Sundrun qui ont un schéma de migration annuel. Cependant, la population totale de rennes des basses terres de la Sibérie orientale est faible par rapport à d'autres régions, comme l'Arctique canadien. Les rivières et les lacs regorgent de poissons, tels que l'omble chevalier, la vendace sibérienne, le chir, l'ombre de Sibérie orientale, le muksun, le nelma et l'omul. En été, les zones humides abritent de grandes populations d'oiseaux migrateurs, dont la grue de Sibérie, la bernache cravant, le cygne de Bewick et l'eider à lunettes .